# Mawlai
Mawlai là một thị trấn thống kê (census town) của quận East Khasi Hills thuộc bang Meghalaya, Ấn Độ.

## Nhân khẩu
Theo điều tra dân số năm 2001 của Ấn Độ, Mawlai có dân số 38.241 người. Phái nam chiếm 48% tổng số dân và phái nữ chiếm 52%. Mawlai có tỷ lệ 73% biết đọc biết viết, cao hơn tỷ lệ trung bình toàn quốc là 59,5%: tỷ lệ cho phái nam là 74%, và tỷ lệ cho phái nữ là 72%. Tại Mawlai, 16% dân số nhỏ hơn 6 tuổi.